# دیتا پارلو
دیتا پارلو (انگلیسی: Dita Parlo؛ ۴ سپتامبر ۱۹۰۶ – ۱۲ دسامبر ۱۹۷۱) یک هنرپیشه اهل آلمان بود. 
از فیلم‌ها یا برنامه‌های تلویزیونی که وی در آنها نقش داشته‌است می‌توان به توهم بزرگ، آتالانت و التیماتوم اشاره کرد.